# 南扉暗沙
南扉暗沙位于南中国海中沙群岛中沙大环礁浅湖内东部，东南与武勇暗沙相距约5.3海里，西南与屏南暗沙相距约3.8海里，西与漫步暗沙相距约8.1海里，北与指掌暗沙相距约3.5海里。整个暗沙全部在海面以下，最浅处水深约14米，等深线20米以上面积约3平方公里。1947年和1983年公布名称均为“南扉暗沙”。